# والری دورف
والری دورف (روسی: Вале́рий Семёнович Ду́ров؛ زادهٔ ۱۳ ژوئیهٔ ۱۹۴۵) دانشمند در زمینه عتیقه‌شناسی و لغت‌شناسی اهل اتحاد جماهیر سوسیالیستی شوروی است.
وی پدر پاول دورف و نیکلای دورف است.